# Црква Светог архангела Михаила у Клинцима
Црква Светог архангела Михаила у Клинцима је српски православни храм из 1670. године и припада Митрополији црногорско-приморској.
То је једна од пет православих црквава у Клинцима и посвећена је архангелу Михаилу. Остале четири су посвећене Светом Сави, Светом Пантелејмону, Светом Трифуну и Преподобном Харитону. По пароху луштичком Николи Урдешићу, и црква Светог Харитона спада у Забрђе, а не у село Клинци, па у том случају Клинци имају четири цркве (туристичка мапа 89 цркава у општини Херцег Нови, цркву Св. Харитона смјешта у Клинце). Назив мјеста Клинци је у вези са презименом Клинчићи из 14. вијека, из доба краља Твртка. У цркви је сачуван триод из 16. вијека у коме се спомиње Стефан од Скадра, тј. венецијански и касније скадарски штампар, Стефан скадарник. Натпис на иконостасу открива да је рад Рафаила зографа из 18. вијека. Црква има богату књижницу богослужбених књига, а поред поменутог триода ту је и комплет минеја из 18. вијека, који се и данас користи за богослужбене потребе. Ту се вјековима увају и неколико ручних крстова (којима поп благосиља), сребрних са дрвеним минијатурама, донетим из Јерусалима. Храм је грађен од камена. На јужном и сјеверном зиду су по два прозора са гвозденим решеткама, а изнад врата су розета и звоник на преслицу са једним звоном. Полукружна олтарска апсида има један прозор. Из дворишта цркве се види Превлака.

## Галерија
- Поглед кроз сјеверни прозор, ближе иконостасу, на дио иконостаса
- Поглед кроз прозор олтарске апсиде на унутрашњост олтара и задњи зид иконостаса
- Дио порте код олтара са погледом на море
- Поглед из порте. У позадини се види село Мркови и римокатоличка црква Светог Трипуна
- Поглед на дио црквеног дворишта. Виде се камене клупе, а у позадини Превлака
- Превлака, поглед из порте